# Mbaruk-Moschee
Die Mbaruk-Moschee ist eine Moschee in der kenianischen Stadt Mombasa.
Die Mbaruk-Moschee wurde in den 1850er Jahren für die Belutschen von Scheich Mbaruk Mazrui erbaut, dem bekannten Mazrui-Dissidenten des 19. Jahrhunderts, der mit dem belutschischen Imam Mullah Murad befreundet war.
Sie befindet sich in der Altstadt gegenüber der zentralen Polizeistation von Mombasa, ein Gebäude, das von Christen aus dem Landesinneren besetzt ist, die buchstäblich die Autorität des kenianischen Staates verkörpern.
Die Gebete für den verstorbenen US-amerikanisch-kenianischen Intellektuellen Ali Mazrui wurden vom ehemaligen Obersten Qādī von Kenia, Sheikh Kassim, in der Moschee gesprochen, bevor der Leichnam auf dem 900 Jahre alten Mazrui-Familiengrab in der Nähe des Fort Jesus Museums in Mombasa beigesetzt wurde.